# Abraham Lincoln (film, 1924)
Pour les articles homonymes, voir Abraham Lincoln (homonymie).

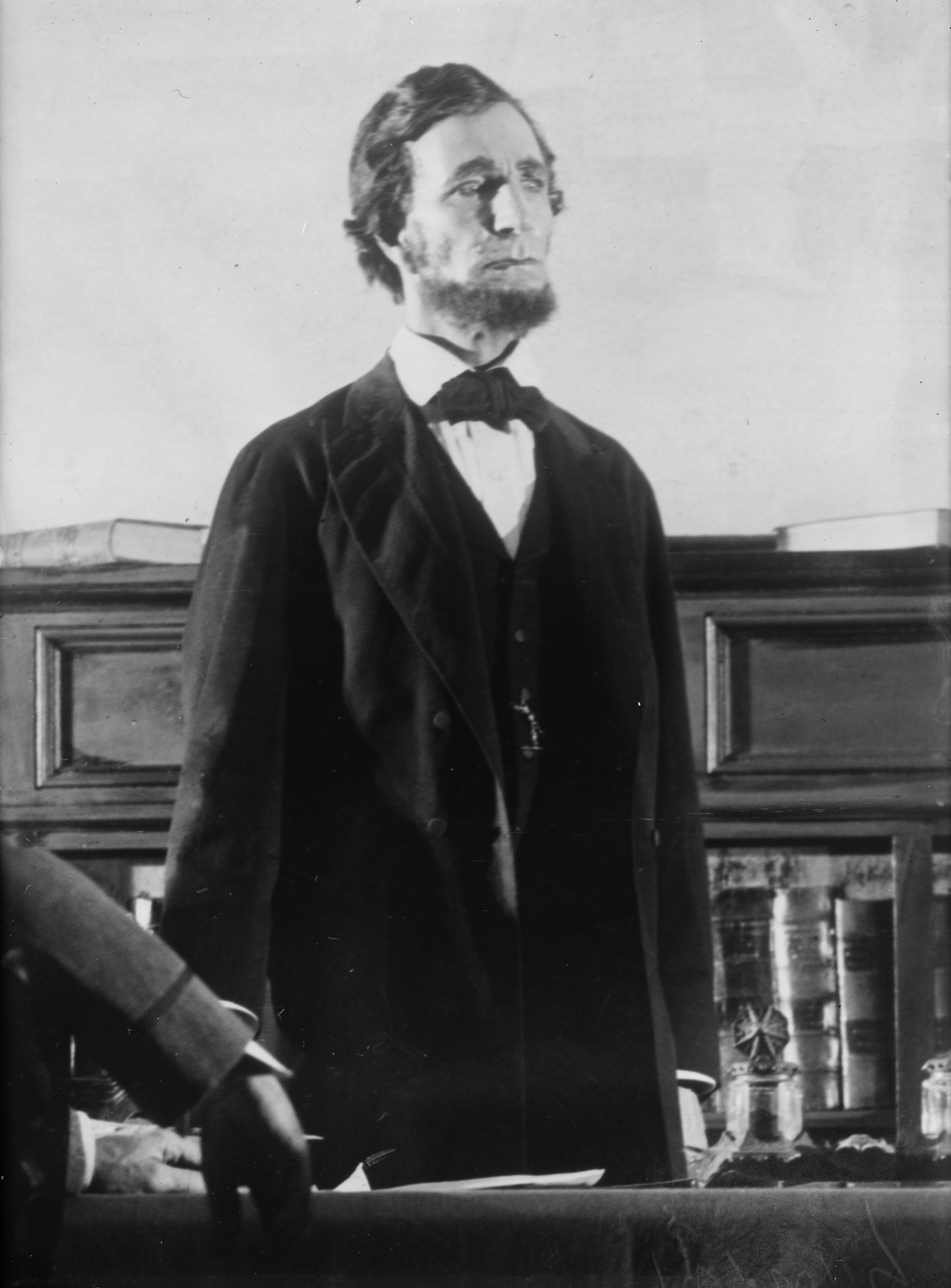
Frank McGlynn Sr. dans le rôle d'Abraham Lincoln au théâtre.

Abraham Lincoln est un film de court-métrage réalisé avec le procédé d'enregistrement sonore Phonofilm. Il a été réalisé par J. Searle Dawley, produit par Lee De Forest et il est basé sur la pièce de théâtre Abraham Lincoln jouée à Broadway en 1918. Frank McGlynn Sr. y tient le rôle d'Abraham Lincoln, rôle qu'il avait déjà tenu au théâtre auparavant.

## Fiche technique
- Réalisation : J. Searle Dawley
- Scénario : d'après la pièce Abraham Lincoln de 1918 de John Drinkwater
- Production : Lee De Forest
- Procédé sonore : Phonofilm[1]
- Durée : 20 minutes[2]
- Date de sortie : 1924

## Distribution
- Frank McGlynn Sr. : Abraham Lincoln

## Statut du film
Bien qu'aucune copie du film n'a apparemment été retrouvée, il en subsiste quelques photographies.